# Henry de Beauchamp
Titres
Duc de Warwick
14 avril 1445 – 11 juin 1446
(1 an, 1 mois et 28 jours)
Comte de Warwick
30 avril 1439 – 11 juin 1446
(7 ans, 1 mois et 12 jours)
Baron Burghersh
27 décembre 1439 – 11 juin 1446
(6 ans, 5 mois et 15 jours)
Henry de Beauchamp (21 mars 1425–11 juin 1446), 14e comte de Warwick et 1er duc de Warwick, est un noble anglais du XVe siècle.

## Biographie
Il est le fils de Richard de Beauchamp, 13e comte de Warwick, et d'Isabelle le Despenser. En 1434, il épouse Cécile Neville, la fille aînée du comte de Salisbury Richard Neville et d'Alice Montagu.
À la mort de son père, en 1439, il devient comte de Warwick. Son amitié d'enfance avec le roi Henri VI et les services rendus par son père sur le champ de bataille lui valent les faveurs du roi, qui le fait premier comte du royaume en 1444, puis le crée duc de Warwick le 14 avril 1445, le plaçant juste en dessous du duc de Norfolk et suscitant la jalousie du duc de Buckingham, déclassé par cette création. La question est résolue avec la mort sans héritier mâle de Henry en juin 1446, qui entraîne l'expiration du titre de duc.
Henri VI l'aurait également couronné « roi de l'île de Wight » en 1444, afin que son ami soit sur un plan d'égalité avec lui.

## Postérité
À sa mort, sa fille Anne, âgée de deux ans, devient comtesse de Warwick suo jure. Elle meurt à son tour en 1448, et la succession du titre est débattue entre ses tantes et leurs descendants. C'est finalement une sœur du même lit de Henry, également prénommée Anne, qui est déclarée héritière, suivant le principe de common law selon lequel « possession du frère fait de la sœur l'héritière » (« possession by the brother makes the sister the heir »), écartant les demi-frères et demi-sœurs de la succession. Les trois demi-sœurs de Henry, issues du premier mariage de Richard de Beauchamp, s'opposent sans succès à cette décision.